# 錫達希爾萊克斯 (密蘇里州)
錫達希爾萊克斯（英語：Cedar Hill Lakes）是位於美國密蘇里州傑佛遜縣的村。

## 人口
根據2020年美國人口普查的數據，錫達希爾萊克斯的面積為0.65平方千米，當中陸地面積為0.56平方千米，而水域面積為0.09平方千米。當地共有人口203人，而人口密度為每平方千米312人。